# Saison 2022-2023 des Suns de Phoenix
La saison 2022-2023 des Suns de Phoenix est la 55e saison de la franchise en National Basketball Association (NBA).

## Draft
- Aucun choix de draft cette saison.

## Matchs

### Summer League
| Summer League Total: 3-2 |

| Match | Date match | Équipe      | Score    | Meilleur marqueur      | Meilleur rebondeur    | Meilleur passeur       | Lieux Spectateurs      | Série |
| ----- | ---------- | ----------- | -------- | ---------------------- | --------------------- | ---------------------- | ---------------------- | ----- |
| 1     | 8 juillet  | L.A. Lakers | V 104-84 | Louis King (20)        | Olivier Sarr (10)     | Reath, Wright IV (7)   | Thomas & Mack Center 0 | 1 - 0 |
| 2     | 10 juillet | Washington  | D 72-97  | Tyson Carter (12)      | Ishmail Wainright (5) | McKinley Wright IV (3) | Thomas & Mack Center 0 | 1 - 1 |
| 3     | 12 juillet | Dallas      | V 105-78 | Louis King (14)        | King, Sarr (10)       | McKinley Wright IV (5) | Cox Pavilion 0         | 2 - 1 |
| 4     | 15 juillet | Sacramento  | D 69-82  | Ishmail Wainright (13) | Jo Lual-Acuil (6)     | McKinley Wright IV (8) | Cox Pavilion 0         | 2 - 2 |
| 5     | 17 juillet | Indiana     | V 84-69  | Louis King (14)        | King, Lual-Acuil (8)  | McKinley Wright IV (5) | Thomas & Mack Center 0 | 3 - 2 |

### Pré-saison
| Pré-saison Total: 1-3 (Domicile : 0-1; Extérieur : 1-2) |

| Match | Date match | Équipe         | Score     | Meilleur marqueur         | Meilleur rebondeur   | Meilleur passeur         | Lieux Spectateurs       | Série |
| ----- | ---------- | -------------- | --------- | ------------------------- | -------------------- | ------------------------ | ----------------------- | ----- |
| 1     | 2 octobre  | Adelaide 36ers | D 124-134 | Cameron Payne (23)        | Mikal Bridges (7)    | Chris Paul (12)          | Footprint Center 15 152 | 0 - 1 |
| 2     | 5 octobre  | @ L.A. Lakers  | V 119-115 | Devin Booker (22)         | Deandre Ayton (8)    | Chris Paul (10)          | T-Mobile Arena 8 908    | 1 - 1 |
| 3     | 10 octobre | @ Denver       | D 105-107 | Devin Booker (20)         | Deandre Ayton (11)   | Chris Paul (8)           | Ball Arena 12 505       | 1 - 2 |
| 4     | 12 octobre | Sacramento     | D 104-105 | Duane Washington Jr. (31) | Bismack Biyombo (12) | Duane Washington Jr. (4) | Footprint Center 16 085 | 1 - 3 |

### Saison régulière
| Saison régulière Total: 45-37 (Domicile : 28-13; Extérieur : 17-24) |

| Match | Date match | Équipe              | Score     | Meilleur marqueur  | Meilleur rebondeur   | Meilleur passeur | Lieux Spectateurs       | Série |
| ----- | ---------- | ------------------- | --------- | ------------------ | -------------------- | ---------------- | ----------------------- | ----- |
| 1     | 19 octobre | Dallas              | V 107-105 | Devin Booker (28)  | Mikal Bridges (11)   | Booker, Paul (9) | Footprint Center 17 071 | 1 - 0 |
| 2     | 21 octobre | @ Portland          | D 111-113 | Devin Booker (33)  | Mikal Bridges (7)    | Chris Paul (12)  | Moda Center 19 393      | 1 - 1 |
| 3     | 23 octobre | @ L.A. Clippers     | V 112-95  | Devin Booker (35)  | Jock Landale (10)    | Chris Paul (11)  | Crypto.com Arena 19 068 | 2 - 1 |
| 4     | 25 octobre | Golden State        | V 134-105 | Devin Booker (34)  | Deandre Ayton (14)   | Chris Paul (9)   | Footprint Center 17 071 | 3 - 1 |
| 5     | 28 octobre | La Nouvelle-Orléans | V 124-111 | Mikal Bridges (27) | Bismack Biyombo (13) | Chris Paul (9)   | Footprint Center 17 071 | 4 - 1 |
| 6     | 30 octobre | Houston             | V 124-109 | Devin Booker (30)  | Johnson, Landale (7) | Chris Paul (15)  | Footprint Center 17 071 | 5 - 1 |

| Match | Date match   | Équipe         | Score     | Meilleur marqueur    | Meilleur rebondeur | Meilleur passeur    | Lieux Spectateurs              | Série  |
| ----- | ------------ | -------------- | --------- | -------------------- | ------------------ | ------------------- | ------------------------------ | ------ |
| 7     | 1er novembre | Minnesota      | V 116-107 | Cameron Johnson (29) | Chris Paul (8)     | Chris Paul (12)     | Footprint Center 17 071        | 6 - 1  |
| 8     | 4 novembre   | Portland       | D 106-108 | Devin Booker (25)    | Deandre Ayton (8)  | Chris Paul (11)     | Footprint Center 17 071        | 6 - 2  |
| 9     | 5 novembre   | Portland       | V 102-82  | Devin Booker (24)    | Dario Šarić (9)    | Trois joueurs (4)   | Footprint Center 17 071        | 7 - 2  |
| 10    | 7 novembre   | @ Philadelphie | D 88-100  | Devin Booker (24)    | Ayton, Booker (7)  | Booker, Payne (5)   | Wells Fargo Center 20 347      | 7 - 3  |
| 11    | 9 novembre   | @ Minnesota    | V 129-117 | Devin Booker (32)    | Mikal Bridges (9)  | Devin Booker (10)   | Target Center 16 062           | 8 - 3  |
| 12    | 11 novembre  | @ Orlando      | D 97-114  | Cameron Payne (22)   | Devin Booker (8)   | Booker, Bridges (6) | Amway Center 15 879            | 8 - 4  |
| 13    | 14 novembre  | @ Miami        | D 112-113 | Devin Booker (25)    | Deandre Ayton (12) | Booker, Payne (5)   | FTX Arena 19 600               | 8 - 5  |
| 14    | 16 novembre  | Golden State   | V 130-119 | Cameron Payne (29)   | Torrey Craig (10)  | Booker, Bridges (9) | Footprint Center 17 071        | 9 - 5  |
| 15    | 18 novembre  | @ Utah         | D 133-134 | Devin Booker (49)    | Deandre Ayton (10) | Devin Booker (10)   | Vivint Smart Home Arena 18 206 | 9 - 6  |
| 16    | 20 novembre  | New York       | V 116-95  | Cameron Payne (21)   | Deandre Ayton (11) | Cameron Payne (9)   | Footprint Center 17 071        | 10 - 6 |
| 17    | 22 novembre  | L.A. Lakers    | V 115-105 | Booker, Bridges (25) | Deandre Ayton (15) | Cameron Payne (7)   | Footprint Center 17 071        | 11 - 6 |
| 18    | 25 novembre  | Détroit        | V 108-102 | Deandre Ayton (28)   | Deandre Ayton (12) | Cameron Payne (10)  | Footprint Center 17 071        | 12 - 6 |
| 19    | 26 novembre  | Utah           | V 113-112 | Deandre Ayton (29)   | Deandre Ayton (21) | Devin Booker (7)    | Footprint Center 17 071        | 13 - 6 |
| 20    | 28 novembre  | @ Sacramento   | V 122-117 | Devin Booker (44)    | Deandre Ayton (12) | Mikal Bridges (7)   | Golden 1 Center 16 407         | 14 - 6 |
| 21    | 30 novembre  | Chicago        | V 132-113 | Devin Booker (51)    | Deandre Ayton (14) | Booker, Payne (6)   | Footprint Center 17 071        | 15 - 6 |

| Match | Date match  | Équipe                | Score          | Meilleur marqueur         | Meilleur rebondeur | Meilleur passeur         | Lieux Spectateurs               | Série   |
| ----- | ----------- | --------------------- | -------------- | ------------------------- | ------------------ | ------------------------ | ------------------------------- | ------- |
| 22    | 2 décembre  | Houston               | D 121-122      | Devin Booker (41)         | Mikal Bridges (8)  | Cameron Payne (12)       | Footprint Center 17 071         | 15 - 7  |
| 23    | 4 décembre  | @ San Antonio         | V 133-95       | Deandre Ayton (25)        | Josh Okogie (11)   | Devin Booker (8)         | AT&T Center 16 409              | 16 - 7  |
| 24    | 5 décembre  | @ Dallas              | D 111-130      | Deandre Ayton (20)        | Deandre Ayton (8)  | Cameron Payne (10)       | American Airlines Center 20 227 | 16 - 8  |
| 25    | 7 décembre  | Boston                | D 98-125       | Josh Okogie (28)          | Ayton, Okogie (7)  | Chris Paul (4)           | Footprint Center 17 071         | 16 - 9  |
| 26    | 9 décembre  | @ La Nouvelle-Orléans | D 117-128      | Deandre Ayton (25)        | Deandre Ayton (14) | Booker, Paul (7)         | Smoothie King Center 16 381     | 16 - 10 |
| 27    | 11 décembre | @ La Nouvelle-Orléans | D 124-129 (OT) | Deandre Ayton (28)        | Deandre Ayton (12) | Chris Paul (11)          | Smoothie King Center 18 681     | 16 - 11 |
| 28    | 13 décembre | @ Houston             | D 97-111       | Mikal Bridges (18)        | Torrey Craig (12)  | Chris Paul (7)           | Toyota Center 15 128            | 16 - 12 |
| 29    | 15 décembre | @ L.A. Clippers       | V 111-95       | Mikal Bridges (27)        | Josh Okogie (11)   | Chris Paul (13)          | Crypto.com Arena 15 778         | 17 - 12 |
| 30    | 17 décembre | La Nouvelle-Orléans   | V 118-114      | Devin Booker (58)         | Trois joueurs (6)  | Chris Paul (8)           | Footprint Center 17 071         | 18 - 12 |
| 31    | 19 décembre | L.A. Lakers           | V 130-104      | Chris Paul (28)           | Deandre Ayton (11) | Chris Paul (8)           | Footprint Center 17 071         | 19 - 12 |
| 32    | 20 décembre | Washington            | D 110-113      | Deandre Ayton (30)        | Deandre Ayton (13) | Chris Paul (11)          | Footprint Center 17 071         | 19 - 13 |
| 33    | 23 décembre | Memphis               | D 100-125      | Deandre Ayton (18)        | Ayton, Shamet (5)  | Duane Washington Jr. (5) | Footprint Center 17 071         | 19 - 14 |
| 34    | 25 décembre | @ Denver              | D 125-128 (OT) | Landry Shamet (31)        | Deandre Ayton (16) | Chris Paul (16)          | Ball Arena 19 642               | 19 - 15 |
| 35    | 27 décembre | @ Memphis             | V 125-108      | Duane Washington Jr. (26) | Deandre Ayton (10) | Duane Washington Jr. (8) | FedExForum 18 239               | 20 - 15 |
| 36    | 28 décembre | @ Washington          | D 102-127      | Deandre Ayton (31)        | Deandre Ayton (7)  | Chris Paul (6)           | Capital One Arena 20 476        | 20 - 16 |
| 37    | 30 décembre | @ Toronto             | D 104-113      | Mikal Bridges (21)        | Jock Landale (11)  | Chris Paul (12)          | Scotiabank Arena 19 800         | 20 - 17 |

| Match | Date match | Équipe         | Score          | Meilleur marqueur         | Meilleur rebondeur   | Meilleur passeur            | Lieux Spectateurs                 | Série   |
| ----- | ---------- | -------------- | -------------- | ------------------------- | -------------------- | --------------------------- | --------------------------------- | ------- |
| 38    | 2 janvier  | @ New York     | D 83-102       | Deandre Ayton (12)        | Torrey Craig (7)     | Cameron Payne (7)           | Madison Square Garden 19 812      | 20 - 18 |
| 39    | 4 janvier  | @ Cleveland    | D 88-90        | Chris Paul (25)           | Deandre Ayton (18)   | Chris Paul (8)              | Rocket Mortgage FieldHouse 19 432 | 20 - 19 |
| 40    | 6 janvier  | Miami          | D 96-104       | Deandre Ayton (23)        | Deandre Ayton (14)   | Bridges, Washington Jr. (7) | Footprint Center 17 071           | 20 - 20 |
| 41    | 8 janvier  | Cleveland      | D 98-112       | Duane Washington Jr. (25) | Deandre Ayton (11)   | Deandre Ayton (6)           | Footprint Center 17 071           | 20 - 21 |
| 42    | 10 janvier | @ Golden State | V 125-113      | Mikal Bridges (26)        | Torrey Craig (14)    | Dario Šarić (7)             | Chase Center 18 064               | 21 - 21 |
| 43    | 11 janvier | @ Denver       | D 97-126       | Torrey Craig (16)         | Josh Okogie (9)      | Lee, Washington Jr. (5)     | Ball Arena 18 872                 | 21 - 22 |
| 44    | 13 janvier | @ Minnesota    | D 116-121      | Damion Lee (31)           | Deandre Ayton (11)   | Mikal Bridges (6)           | Target Center 16 460              | 21 - 23 |
| 45    | 16 janvier | @ Memphis      | D 106-136      | Mikal Bridges (21)        | Dario Šarić (7)      | Damion Lee (9)              | FedExForum 17 794                 | 21 - 24 |
| 46    | 19 janvier | Brooklyn       | V 117-112      | Mikal Bridges (28)        | Deandre Ayton (14)   | Mikal Bridges (9)           | Footprint Center 17 071           | 22 - 24 |
| 47    | 21 janvier | Indiana        | V 112-107      | Mikal Bridges (22)        | Bismack Biyombo (16) | Quatre joueurs (4)          | Footprint Center 17 071           | 23 - 24 |
| 48    | 22 janvier | Memphis        | V 112-110      | Mikal Bridges (24)        | Dario Šarić (8)      | Chris Paul (11)             | Footprint Center 17 071           | 24 - 24 |
| 49    | 24 janvier | Charlotte      | V 128-97       | Cameron Johnson (24)      | Biyombo, Craig (9)   | Chris Paul (11)             | Footprint Center 17 071           | 25 - 24 |
| 50    | 26 janvier | Dallas         | D 95-99        | Johnson, Paul (22)        | Deandre Ayton (20)   | Chris Paul (10)             | Footprint Center 17 071           | 25 - 25 |
| 51    | 28 janvier | @ San Antonio  | V 128-118 (OT) | Mikal Bridges (25)        | Dario Šarić (13)     | Chris Paul (11)             | AT&T Center 18 354                | 26 - 25 |
| 52    | 30 janvier | Toronto        | V 114-106      | Mikal Bridges (29)        | Deandre Ayton (13)   | Chris Paul (9)              | Footprint Center 17 071           | 27 - 25 |

| Match                  | Date match  | Équipe        | Score     | Meilleur marqueur  | Meilleur rebondeur | Meilleur passeur  | Lieux Spectateurs            | Série   |
| ---------------------- | ----------- | ------------- | --------- | ------------------ | ------------------ | ----------------- | ---------------------------- | ------- |
| 53                     | 1er février | Atlanta       | D 100-132 | Mikal Bridges (23) | Deandre Ayton (9)  | Mikal Bridges (7) | Footprint Center 17 071      | 27 - 26 |
| 54                     | 3 février   | @ Boston      | V 106-94  | Mikal Bridges (25) | Dario Šarić (13)   | Chris Paul (8)    | TD Garden 19 156             | 28 - 26 |
| 55                     | 4 février   | @ Détroit     | V 116-100 | Deandre Ayton (31) | Deandre Ayton (16) | Chris Paul (14)   | Little Caesars Arena 19 788  | 29 - 26 |
| 56                     | 7 février   | @ Brooklyn    | V 116-112 | Deandre Ayton (35) | Deandre Ayton (15) | Chris Paul (12)   | Barclays Center 17 093       | 30 - 26 |
| 57                     | 9 février   | @ Atlanta     | D 107-116 | Josh Okogie (25)   | Craig, Paul (5)    | Chris Paul (8)    | State Farm Arena 17 003      | 30 - 27 |
| 58                     | 10 février  | @ Indiana     | V 117-104 | Deandre Ayton (22) | Torrey Craig (12)  | Chris Paul (9)    | Gainbridge Fieldhouse 16 522 | 31 - 27 |
| 59                     | 14 février  | Sacramento    | V 120-109 | Devin Booker (32)  | Deandre Ayton (11) | Chris Paul (19)   | Footprint Center 17 071      | 32 - 27 |
| 60                     | 16 février  | L.A. Clippers | D 107-116 | Josh Okogie (24)   | Ayton, Craig (6)   | Chris Paul (11)   | Footprint Center 17 071      | 32 - 28 |
| NBA All-Star Game 2023 |             |               |           |                    |                    |                   |                              |         |
| 61                     | 24 février  | Oklahoma City | V 124-115 | Devin Booker (25)  | Deandre Ayton (11) | Devin Booker (8)  | Footprint Center 17 071      | 33 - 28 |
| 62                     | 26 février  | @ Milwaukee   | D 101-104 | Devin Booker (24)  | Deandre Ayton (11) | Devin Booker (8)  | Fiserv Forum 17 636          | 33 - 29 |

| Match | Date match | Équipe          | Score     | Meilleur marqueur | Meilleur rebondeur   | Meilleur passeur  | Lieux Spectateurs               | Série   |
| ----- | ---------- | --------------- | --------- | ----------------- | -------------------- | ----------------- | ------------------------------- | ------- |
| 63    | 1er mars   | @ Charlotte     | V 105-91  | Devin Booker (37) | Deandre Ayton (16)   | Chris Paul (11)   | Spectrum Center 19 137          | 34 - 29 |
| 64    | 3 mars     | @ Chicago       | V 125-104 | Devin Booker (35) | Kevin Durant (9)     | Chris Paul (10)   | United Center 21 169            | 35 - 29 |
| 65    | 5 mars     | @ Dallas        | V 130-126 | Kevin Durant (37) | Deandre Ayton (16)   | Devin Booker (10) | American Airlines Center 20 311 | 36 - 29 |
| 66    | 8 mars     | Oklahoma City   | V 132-101 | Devin Booker (44) | Ayton, Wainright (8) | Chris Paul (9)    | Footprint Center 17 071         | 37 - 29 |
| 67    | 11 mars    | Sacramento      | D 119-128 | Devin Booker (28) | Deandre Ayton (12)   | Chris Paul (16)   | Footprint Center 17 071         | 37 - 30 |
| 68    | 13 mars    | @ Golden State  | D 112-123 | Devin Booker (32) | Deandre Ayton (12)   | Chris Paul (11)   | Chase Center 18 064             | 37 - 31 |
| 69    | 14 mars    | Milwaukee       | D 104-116 | Devin Booker (30) | Deandre Ayton (8)    | Chris Paul (8)    | Footprint Center 17 071         | 37 - 32 |
| 70    | 16 mars    | Orlando         | V 116-113 | Devin Booker (19) | Deandre Ayton (7)    | Chris Paul (7)    | Footprint Center 17 071         | 38 - 32 |
| 71    | 19 mars    | @ Oklahoma City | D 120-124 | Devin Booker (46) | Torrey Craig (13)    | Chris Paul (7)    | Paycom Center 17 897            | 38 - 33 |
| 72    | 22 mars    | @ L.A. Lakers   | D 111-122 | Devin Booker (33) | Bismack Biyombo (8)  | Devin Booker (5)  | Crypto.com Arena 18 435         | 38 - 34 |
| 73    | 24 mars    | @ Sacramento    | D 127-135 | Devin Booker (32) | Devin Booker (8)     | Chris Paul (13)   | Golden 1 Center 18 151          | 38 - 35 |
| 74    | 25 mars    | Philadelphie    | V 125-105 | Devin Booker (29) | Bismack Biyombo (13) | Paul, Payne (7)   | Footprint Center 17 071         | 39 - 35 |
| 75    | 27 mars    | @ Utah          | V 117-103 | Devin Booker (24) | Deandre Ayton (8)    | Chris Paul (10)   | Vivint Smart Home Arena 18 206  | 40 - 35 |
| 76    | 29 mars    | Minnesota       | V 107-100 | Devin Booker (29) | Josh Okogie (9)      | Chris Paul (6)    | Footprint Center 17 071         | 41 - 35 |
| 77    | 31 mars    | Denver          | V 100-93  | Kevin Durant (30) | Deandre Ayton (10)   | Chris Paul (13)   | Footprint Center 17 071         | 42 - 35 |

| Match | Date match | Équipe          | Score     | Meilleur marqueur | Meilleur rebondeur | Meilleur passeur  | Lieux Spectateurs       | Série   |
| ----- | ---------- | --------------- | --------- | ----------------- | ------------------ | ----------------- | ----------------------- | ------- |
| 78    | 2 avril    | @ Oklahoma City | V 128-118 | Kevin Durant (35) | Deandre Ayton (11) | Devin Booker (10) | Paycom Center 17 981    | 43 - 35 |
| 79    | 4 avril    | San Antonio     | V 115-94  | Devin Booker (27) | Deandre Ayton (11) | Six joueurs (3)   | Footprint Center 17 071 | 44 - 35 |
| 80    | 6 avril    | Denver          | V 119-115 | Kevin Durant (29) | Kevin Durant (7)   | Devin Booker (8)  | Footprint Center 17 071 | 45 - 35 |
| 81    | 7 avril    | @ L.A. Lakers   | D 107-121 | Jock Landale (17) | Jock Landale (10)  | Terrence Ross (6) | Crypto.com Arena 18 997 | 45 - 36 |
| 82    | 9 avril    | L.A. Clippers   | D 114-119 | Saben Lee (25)    | Darius Bazley (9)  | Saben Lee (10)    | Footprint Center 17 071 | 45 - 37 |

### Playoffs
| Playoffs Total: 6-5 (Domicile : 4-2; Extérieur : 2-3) |

| Match | Date match | Équipe          | Score     | Meilleur marqueur | Meilleur rebondeur | Meilleur passeur  | Lieux Spectateurs       | Série |
| ----- | ---------- | --------------- | --------- | ----------------- | ------------------ | ----------------- | ----------------------- | ----- |
| 1     | 16 avril   | L.A. Clippers   | D 110-115 | Kevin Durant (27) | Chris Paul (11)    | Kevin Durant (11) | Footprint Center 17 071 | 0 - 1 |
| 2     | 18 avril   | L.A. Clippers   | V 123-109 | Devin Booker (38) | Deandre Ayton (13) | Devin Booker (9)  | Footprint Center 17 071 | 1 - 1 |
| 3     | 20 avril   | @ L.A. Clippers | V 129-124 | Devin Booker (45) | Deandre Ayton (11) | Chris Paul (7)    | Crypto.com Arena 19 068 | 2 - 1 |
| 4     | 22 avril   | @ L.A. Clippers | V 112-100 | Kevin Durant (31) | Deandre Ayton (13) | Chris Paul (9)    | Crypto.com Arena 19 068 | 3 - 1 |
| 5     | 25 avril   | L.A. Clippers   | V 136-130 | Devin Booker (47) | Deandre Ayton (11) | Devin Booker (10) | Footprint Center 17 071 | 4 - 1 |

| Match | Date match | Équipe   | Score     | Meilleur marqueur   | Meilleur rebondeur | Meilleur passeur  | Lieux Spectateurs       | Série |
| ----- | ---------- | -------- | --------- | ------------------- | ------------------ | ----------------- | ----------------------- | ----- |
| 1     | 29 avril   | @ Denver | D 107-125 | Kevin Durant (29)   | Kevin Durant (14)  | Devin Booker (8)  | Ball Arena 19 762       | 0 - 1 |
| 2     | 1er mai    | @ Denver | D 87-97   | Devin Booker (35)   | Ayton, Durant (8)  | Booker, Paul (6)  | Ball Arena 19 592       | 0 - 2 |
| 3     | 5 mai      | Denver   | V 121-114 | Devin Booker (47)   | Trois joueurs (9)  | Devin Booker (9)  | Footprint Center 17 071 | 1 - 2 |
| 4     | 7 mai      | Denver   | V 129-124 | Booker, Durant (36) | Kevin Durant (11)  | Devin Booker (12) | Footprint Center 17 071 | 2 - 2 |
| 5     | 9 mai      | @ Denver | D 102-118 | Devin Booker (28)   | Kevin Durant (11)  | Kevin Durant (7)  | Ball Arena 19 773       | 2 - 3 |
| 6     | 11 mai     | Denver   | D 100-125 | Cameron Payne (31)  | Payne, Shamet (6)  | Devin Booker (8)  | Footprint Center 17 071 | 2 - 4 |

### Confrontations en saison régulière
| Conférence Est      | Conférence Est                              | Conférence Est                              | Conférence Ouest                            | Conférence Ouest                            | Conférence Ouest                            | Conférence Ouest                            | Conférence Ouest                            |
| Division Atlantique | Division Atlantique                         | Division Atlantique                         | Division Nord-Ouest                         | Division Nord-Ouest                         | Division Nord-Ouest                         | Division Nord-Ouest                         | Division Nord-Ouest                         |
| Équipe              | Domicile                                    | Extérieur                                   | Équipe                                      | Domicile                                    | Domicile                                    | Extérieur                                   | Extérieur                                   |
| ------------------- | ------------------------------------------- | ------------------------------------------- | ------------------------------------------- | ------------------------------------------- | ------------------------------------------- | ------------------------------------------- | ------------------------------------------- |
| Boston              | 98-125                                      | 106-94                                      | Denver                                      | 100-93                                      | 119-115                                     | 125-128 (OT)                                | 97-126                                      |
| Brooklyn            | 117-112                                     | 116-112                                     | Minnesota                                   | 116-107                                     | 107-100                                     | 129-117                                     | 116-121                                     |
| New York            | 116-95                                      | 83-102                                      | Oklahoma City                               | 124-115                                     | 132-101                                     | 120-124                                     | 128-118                                     |
| Philadelphie        | 125-105                                     | 88-100                                      | Portland                                    | 106-108                                     | 102-82                                      | 111-113                                     |                                             |
| Toronto             | 114-106                                     | 104-113                                     | Utah                                        | 113-112                                     |                                             | 133-134                                     | 117-103                                     |
| Division            | 6-4 (Domicile : 4-1; Extérieur : 2-3)       | 6-4 (Domicile : 4-1; Extérieur : 2-3)       | Division                                    | 11-7 (Domicile : 8-1; Extérieur : 3-6)      | 11-7 (Domicile : 8-1; Extérieur : 3-6)      | 11-7 (Domicile : 8-1; Extérieur : 3-6)      | 11-7 (Domicile : 8-1; Extérieur : 3-6)      |
| Division Centrale   | Division Centrale                           | Division Centrale                           | Division Pacifique                          | Division Pacifique                          | Division Pacifique                          | Division Pacifique                          | Division Pacifique                          |
| Équipe              | Domicile                                    | Extérieur                                   | Équipe                                      | Domicile                                    | Domicile                                    | Extérieur                                   | Extérieur                                   |
| Chicago             | 132-113                                     | 125-104                                     | Golden State                                | 134-105                                     | 130-119                                     | 125-113                                     | 112-123                                     |
| Cleveland           | 98-112                                      | 88-90                                       | L.A. Clippers                               | 107-116                                     | 114-119                                     | 112-95                                      | 111-95                                      |
| Detroit             | 108-102                                     | 116-100                                     | L.A. Lakers                                 | 115-105                                     | 130-104                                     | 111-122                                     | 107-121                                     |
| Indiana             | 112-107                                     | 117-104                                     |                                             |                                             |                                             |                                             |                                             |
| Milwaukee           | 104-116                                     | 101-104                                     | Sacramento                                  | 120-109                                     | 119-128                                     | 122-117                                     | 127-135                                     |
| Division            | 6-4 (Domicile : 3-2; Extérieur : 3-2)       | 6-4 (Domicile : 3-2; Extérieur : 3-2)       | Division                                    | 9-7 (Domicile : 5-3; Extérieur : 4-4)       | 9-7 (Domicile : 5-3; Extérieur : 4-4)       | 9-7 (Domicile : 5-3; Extérieur : 4-4)       | 9-7 (Domicile : 5-3; Extérieur : 4-4)       |
| Division Sud-Est    | Division Sud-Est                            | Division Sud-Est                            | Division Sud-Ouest                          | Division Sud-Ouest                          | Division Sud-Ouest                          | Division Sud-Ouest                          | Division Sud-Ouest                          |
| Équipe              | Domicile                                    | Extérieur                                   | Équipe                                      | Domicile                                    | Domicile                                    | Extérieur                                   | Extérieur                                   |
| Atlanta             | 100-132                                     | 107-116                                     | Dallas                                      | 107-105                                     | 95-99                                       | 111-130                                     | 130-126                                     |
| Charlotte           | 128-97                                      | 105-91                                      | Houston                                     | 124-109                                     | 121-122                                     | 97-111                                      |                                             |
| Miami               | 96-104                                      | 112-113                                     | Memphis                                     | 100-125                                     | 112-110                                     | 125-108                                     | 106-136                                     |
| Orlando             | 116-113                                     | 97-114                                      | New Orleans                                 | 124-111                                     | 118-114                                     | 117-128                                     | 124-129 (OT)                                |
| Washington          | 110-113                                     | 102-127                                     | San Antonio                                 | 115-94                                      |                                             | 133-95                                      | 128-118 (OT)                                |
| Division            | 3-7 (Domicile : 2-3; Extérieur : 1-4)       | 3-7 (Domicile : 2-3; Extérieur : 1-4)       | Division                                    | 10-7 (Domicile : 6-4; Extérieur : 4-4)      | 10-7 (Domicile : 6-4; Extérieur : 4-4)      | 10-7 (Domicile : 6-4; Extérieur : 4-4)      | 10-7 (Domicile : 6-4; Extérieur : 4-4)      |
| Conférence          | 15-15 (Domicile : 9-6; Extérieur : 6-9)     | 15-15 (Domicile : 9-6; Extérieur : 6-9)     | Conférence                                  | 30-21 (Domicile : 19-6; Extérieur : 11-15)  | 30-21 (Domicile : 19-6; Extérieur : 11-15)  | 30-21 (Domicile : 19-6; Extérieur : 11-15)  | 30-21 (Domicile : 19-6; Extérieur : 11-15)  |
| Total               | 45-37 (Domicile : 28-13; Extérieur : 17-24) | 45-37 (Domicile : 28-13; Extérieur : 17-24) | 45-37 (Domicile : 28-13; Extérieur : 17-24) | 45-37 (Domicile : 28-13; Extérieur : 17-24) | 45-37 (Domicile : 28-13; Extérieur : 17-24) | 45-37 (Domicile : 28-13; Extérieur : 17-24) | 45-37 (Domicile : 28-13; Extérieur : 17-24) |

## Classements
| Conférence Ouest | Conférence Ouest                     | Conférence Ouest | Conférence Ouest | Conférence Ouest | Conférence Ouest | Conférence Ouest | Conférence Ouest |
| No               | Franchise                            | Vic.             | Def.             | MJ               | V/D              | GB               |                  |
| ---------------- | ------------------------------------ | ---------------- | ---------------- | ---------------- | ---------------- | ---------------- | ---------------- |
| 1                | c - Nuggets de Denver                | 53               | 29               | 82               | .646             | -                |                  |
| 2                | y - Grizzlies de Memphis             | 51               | 31               | 82               | .622             | 2                |                  |
| 3                | y - Kings de Sacramento              | 48               | 34               | 82               | .585             | 5                |                  |
| 4                | x - Suns de Phoenix                  | 45               | 37               | 82               | .549             | 8                |                  |
| 5                | x - Clippers de Los Angeles          | 44               | 38               | 82               | .537             | 9                |                  |
| 6                | x - Warriors de Golden State         | 44               | 38               | 82               | .537             | 9                |                  |
|                  |                                      |                  |                  |                  |                  |                  |                  |
| 7                | x - Lakers de Los Angeles            | 43               | 39               | 82               | .524             | 10               |                  |
| 8                | x - Timberwolves du Minnesota        | 42               | 40               | 82               | .512             | 11               |                  |
| 9                | pi - Pelicans de La Nouvelle-Orléans | 42               | 40               | 82               | .512             | 11               |                  |
| 10               | pi - Thunder d'Oklahoma City         | 40               | 42               | 82               | .488             | 13               |                  |
|                  |                                      |                  |                  |                  |                  |                  |                  |
| 11               | o - Mavericks de Dallas              | 38               | 44               | 82               | .463             | 15               |                  |
| 12               | o - Jazz de l'Utah                   | 37               | 45               | 82               | .451             | 16               |                  |
| 13               | o - Trail Blazers de Portland        | 33               | 49               | 82               | .402             | 20               |                  |
| 14               | o - Rockets de Houston               | 22               | 60               | 82               | .268             | 31               |                  |
| 15               | o - Spurs de San Antonio             | 22               | 60               | 82               | .268             | 31               |                  |

| Division Pacifique           | V  | D  | MJ | V/D  | GB | Dom   | Ext   | Div  |
| ---------------------------- | -- | -- | -- | ---- | -- | ----- | ----- | ---- |
| y - Kings de Sacramento      | 48 | 34 | 82 | .585 | –  | 23-18 | 25-16 | 9-7  |
| x - Suns de Phoenix          | 45 | 37 | 82 | .549 | 3  | 28-13 | 17-24 | 9-7  |
| x - Clippers de Los Angeles  | 44 | 38 | 82 | .537 | 4  | 23-18 | 21-20 | 9-7  |
| x - Warriors de Golden State | 44 | 38 | 82 | .537 | 4  | 33-8  | 11-30 | 7-9  |
| pi - Lakers de Los Angeles   | 43 | 39 | 82 | .524 | 5  | 23-18 | 20-21 | 6-10 |